# خرس ۱۸۳۸
سیارک ۱۸۳۸ (به انگلیسی: 1838 Ursa، نامگذاری:1971UC) هزار و هشتصد و سی و هشتمین سیارک کشف شده‌است که در ۲۰ اکتبر ۱۹۷۱ کشف شد.
قدر مطلق سیارک برابر ۱۰٫۶۰ است.